# Покољ у Вердену
Покољ у Вердену је појам који се везује за масовну ликвидацију око 4500 Саксонаца која је године 782. извршена у граду Ферден по наређењу франачког краља Карла Великог. Повод за покољ је била побуна паганских Саксонаца против Карлових покушаја да се Саксонци насилно покрсте и присаједине Франачкој. Покољ, који је потврђен у службеним франачким документима, касније је представљао један од најпроблематичнијих догађаја по репутацију Карла Великог као великог и просвећеног владара, и многи западни историчари су га настојали занемарити или игнорисати.
У 20. веку су тај догађај настојали искористи немачки националисти, настојећи да убијене Саксонце прикажу као немачке мученике и патриоте, који су се супротставили страном (француском) владару. Врхунац таквих настојања се догодио за време нацистичке владавине, када је архитекта Вилхелм Хуботер на месту покоља саградио меморијални комплекс са 4500 надгробних споменика. На њему су се до пропасти нацистичког режима под покровитељством Хајнриха Химлера ритуално окупљали припадници СС-а.